# Mareil-en-Champagne
Mareil-en-Champagne ist eine französische Gemeinde mit 346 Einwohnern (Stand: 1. Januar 2022) im Département Sarthe in der Region Pays de la Loire. Die Gemeinde gehört zum Arrondissement La Flèche und zum Kanton Loué. Die Einwohner werden Mareillains und Mareillaines genannt.

## Geografie
Mareil-en-Champagne liegt in der historischen Provinz Maine etwa 26 Kilometer westlich von Le Mans am Fluss Vègre und seinem Zufluss Palais. Umgeben wird Mareil-en-Champagne von den Nachbargemeinden Joué-en-Charnie im Norden, Loué im Osten und Nordosten, Saint-Christophe-en-Champagne im Südosten, Saint-Ouen-en-Champagne im Süden sowie Brûlon im Westen.

## Bevölkerungsentwicklung
| 1962                       | 1968 | 1975 | 1982 | 1990 | 1999 | 2006 | 2013 | 2020 |
| -------------------------- | ---- | ---- | ---- | ---- | ---- | ---- | ---- | ---- |
| 197                        | 192  | 176  | 210  | 220  | 280  | 307  | 334  | 371  |
| Quellen: Cassini und INSEE |      |      |      |      |      |      |      |      |

## Sehenswürdigkeiten
- Kirche Saint-Eutrope aus dem 11. Jahrhundert

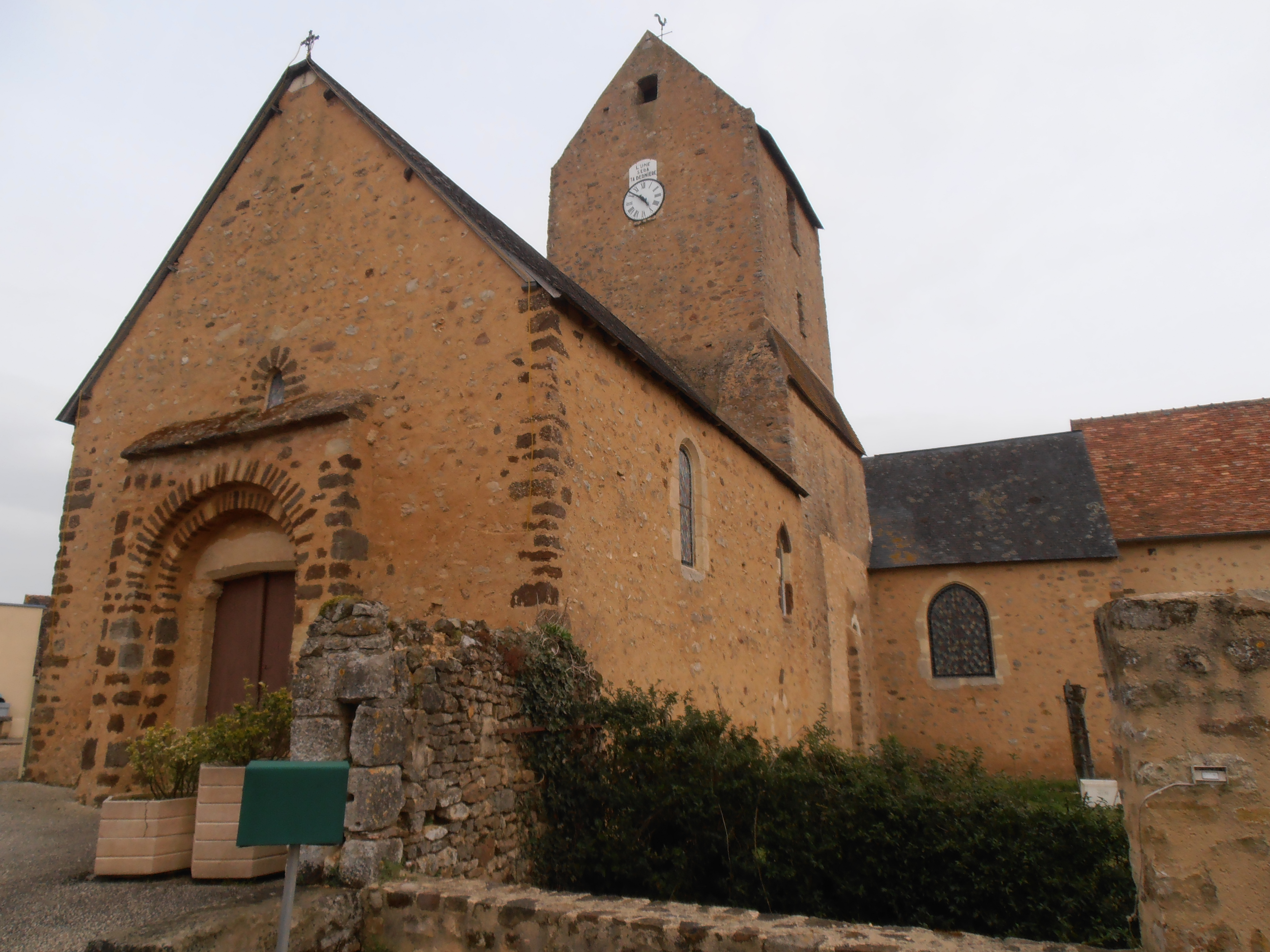
Kirche Saint-Eutrope

- Friedhof
- Herrenhaus L’Isle

## Persönlichkeiten
- Guillaume-Charles Rousseau (1772–1834), Brigadegeneral der Infanterie während der Französischen Revolution und des Ersten Kaiserreichs, geboren in Mareil-en-Champagne